# Ірдинська селищна рада
Ірди́нська се́лищна ра́да — адміністративно-територіальна одиниця та орган місцевого самоврядування в Черкаському районі Черкаської області. Адміністративний центр — селище міського типу Ірдинь.

## Загальні відомості
- Населення ради: 1 048 осіб (станом на 2001 рік)

## Населені пункти
Селищній раді підпорядковані населені пункти:
- смт Ірдинь

## Склад ради
Рада складається з 16 депутатів та голови.
- Голова ради: Максимов Олександр Леонтійович

### Керівний склад попередніх скликань
| Прізвище, ім'я, по батькові    | Основні відомості                                                                                  | Дата обрання | Дата звільнення |
| ------------------------------ | -------------------------------------------------------------------------------------------------- | ------------ | --------------- |
| Максимов Олександр Леонтійович | Селищний голова, 1958 року народження, освіта середня спеціальна, член Української Народної Партії | 26.03.2006   | 31.10.2010      |
| Максимов Олександр Леонтійович | Селищний голова, 1958 року народження, освіта середня спеціальна, член Української Народної Партії | 31.10.2010   |                 |

Примітка: таблиця складена за даними сайту Верховної Ради України

### Депутати
За результатами місцевих виборів 2010 року депутатами ради стали:

#### За суб'єктами висування
| Суб'єкт висування                     | Кількість обраних депутатів | %    |
| ------------------------------------- | --------------------------- | ---- |
| Партія регіонів                       | 10                          | 62,5 |
| Самовисування                         | 5                           | 31,3 |
| Українська соціал-демократична партія | 1                           | 6,3  |

#### За округами
| № округу                              | Прізвище, ім'я, по батькові    | Дата визнання обраним | Освіта             | Партійна приналежність                       | Відомості про обраного депутата                            |
| ------------------------------------- | ------------------------------ | --------------------- | ------------------ | -------------------------------------------- | ---------------------------------------------------------- |
| Партія регіонів                       |                                |                       |                    |                                              |                                                            |
| 1                                     | Падурець Валентина Миколаївна  | 03.11.2010            | вища               | член Партії регіонів                         | Черкаське підприємство «Фрау Марта», оператор лінії        |
| 2                                     | Коростій Тетяна Євгеніївна     | 03.11.2010            | вища               | член Партії регіонів                         | Черкаська міська лікарня № 3, медична сестра               |
| 4                                     | Самойленко Микола Васильович   | 03.11.2010            | вища               | член Партії регіонів                         | Ірдинське лісове господарство, начальник єгерської служби  |
| 7                                     | Климнюк Олександр Анатолійович | 03.11.2010            | вища               | член Партії регіонів                         | Ірдинська дільнична лікарня, оператор котельні             |
| 9                                     | Буркут Марія Миколаївна        | 03.11.2010            | середня            | член Партії регіонів                         | пенсіонер                                                  |
| 11                                    | Штирка Валентина Григорівна    | 03.11.2010            | вища               | член Партії регіонів                         | Ірдинська дільнична лікарня, завгосп                       |
| 12                                    | Тараненко Олена Іванівна       | 03.11.2010            | середня            | член Партії регіонів                         | Ірдинське ЧП «Лунга», продавець                            |
| 13                                    | Сергієнко Людмила Василівна    | 03.11.2010            | вища               | член Партії регіонів                         | Ірдинська дільнична лікарня, медична сестра                |
| 14                                    | Приходько Надія Миколаївна     | 03.11.2010            | вища               | член Партії регіонів                         | Ірдинська селищна рада, секретар                           |
| 15                                    | Вилиш Наталія Іванівна         | 03.11.2010            | середня            | член Партії регіонів                         | Ірдинська селищна рада, спеціаліст з обліку населення      |
| Українська соціал-демократична партія |                                |                       |                    |                                              |                                                            |
| 16                                    | Іванов Іван Іванович           | 03.11.2010            | вища               | член Української соціал-демократичної партії | ТБЗ «Черкаситорф», майстер                                 |
| Самовисування                         |                                |                       |                    |                                              |                                                            |
| 3                                     | Купрієнко Валентина Іванівна   | 03.11.2010            | середня спеціальна | позапартійна                                 | Ірдинський дитячий навчальний заклад «Білочка», вихователь |
| 5                                     | Куцаренко Віра Тимофіївна      | 03.11.2010            | вища               | позапартійна                                 | Ірдинська селищна рада, головний бухгалтер                 |
| 6                                     | Трунов Олег Миколайович        | 03.11.2010            | середня            | позапартійний                                | В/ч А-3193, машиніст насосної станції                      |
| 8                                     | Католіченко Ірина Олегівна     | 03.11.2010            | вища               | позапартійна                                 | Ірдинська селищна рада, землевпорядник                     |
| 10                                    | Лисенко Наталія Анатоліївна    | 03.11.2010            | середня спеціальна | позапартійна                                 | Ірдинський дитячий навчальний заклад «Білочка», вихователь |